# Naissance en 1446
Naissance
- 1442
- 1443
- 1444
- 1445
- 1446
- 1447
- 1448
- 1449
- 1450

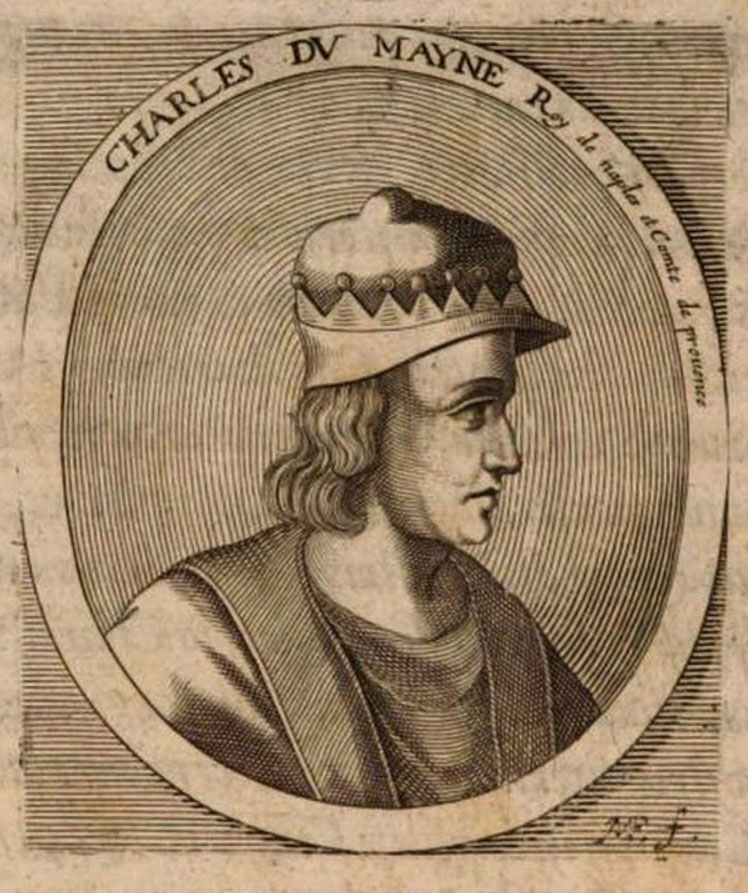
Charles V d'Anjou, né vers 1446.

Cette page dresse une liste de personnalités nées au cours de l'année 1446  :
- 18 avril : Ippolita Maria Sforza, duchesse de Calabre
- 3 mai : 
  - Frédéric Ier de Legnica, duc de  Chojnów, Złotoryja et Strzelin, d'Oława et Niemcza, de  Legnica,  de Brzeg et de Lubin.
  - Marguerite d'York, duchesse de Bourgogne, sœur des rois d'Angleterre Édouard IV et Richard III d'Angleterre et la troisième et dernière épouse du duc de Bourgogne Charles le Téméraire.
- en septembre : Charlotte de Valois, fille naturelle de Charles VII de France et d'Agnès Sorel favorite du roi de France.
- 14 août : Andrey Bolshoy (en), troisième fils de Vassili II.
- 18 septembre : Ōuchi Masahiro, membre du clan Ōuchi et général au cours de la guerre d'Ōnin au service de Yamana Sōzen.
- 9 octobre : Minkhaung II, douzième souverain du royaume d'Ava, en Birmanie (actuelle République de l'Union du Myanmar).

- Date précise inconnue :
- Alexandre Agricola, compositeur (Pays-Bas bourguignons).
- Al-Achraf Qânsûh Al-Ghûrî, avant-dernier des grands sultans mamelouks ayant régné sur l'empire d'Islam.
- Borommarachathirat III (en), roi d'Ayutthaya.
- Francesco d’Angelo, sculpteur et un ingénieur italien.
- Biagio di Antonio Tucci, peintre italien († 1er juin 1516).
- Louis de Beaumont de la Forêt, évêque de Paris.
- Juan de Borja, cardinal espagnol.
- Francesco Botticini, peintre florentin.
- Domizio Calderini, humaniste italien.
- Dorothée de Brandebourg, princesse de Brandebourg et duchesse de Saxe-Lauenbourg.
- Marie de Bretagne, princesse bretonne, fille du duc François Ier et d'Isabelle d'Écosse.
- Charles de France, héritier présomptif du trône de France, dernier fils de Charles VII et de Marie d'Anjou.
- Michele D'Aria, sculpteur italien.
- Marco Vigerio della Rovere, cardinal italien.
- Lorenzo della Volpaia (it), architecte et mathématicien italien.
- Étienne Poncher, ecclésiastique français, évêque de Paris, archevêque de Sens, et garde des sceaux de France sous Louis XII.
- Battista Sforza, première fille légitime née du mariage d'Alessandro Sforza, seigneur de Pesaro, et de Costanza de Varano (1428-1447).

- Vers 1446 :
  - Charles V d'Anjou,  comte du Maine (Charles V du Maine) et de Guise de 1472 à 1481, duc d'Anjou et comte de Provence et de Forcalquier.
  - Antonio del Rincón, peintre espagnol.
  - Robert Wydow (en), poète anglais.

- En 1446-1447 :
  - Dirk Martens, imprimeur flamand.

## Crédit d'auteurs
- Cet article est partiellement ou en totalité issu de l'article intitulé « 1446 » (voir la liste des auteurs).